# Rincón de Olivedo
Rincón de Olivedo, o conocido por los lugareños de la comarca como Las Casas, es un núcleo de población perteneciente a Cervera del Río Alhama, en la Comunidad Autónoma de La Rioja. Tiene una población de 546 habitantes (INE, 2018). Está situado en el sureste de dicha comunidad, y dista 85 km de su capital, Logroño. Se accede al mismo desde la carretera N-232, cogiendo el desvío en El Villar de Arnedo por la carretera local LR-123. Se encuentra situado a orillas del río Linares.

## Historia
Tiene su origen en relación con el privilegio que Enrique IV de Castilla otorga, entre 1454 y 1457 al Arzobispo de Toledo Alfonso Carrillo para la explotación en la zona del alumbre. Dicha mina tiene una alta importancia estratégica debido a que es la segunda mina de dicho mineral en occidente. Tras pasar todas las posesiones del arzobispo a los Condes de Aguilar de Inestrillas, un grupo de habitantes se mantienen en dicho lugar durante tres siglos. A finales del siglo XIX el núcleo de población se empieza a concentrar, dando paso al actual casco urbano de la localidad.
Anteriormente habían habitado esta zona, tanto árabes como romanos.
Economía 
Durante el periodo breve de explotación de la mina entre él sigo XV-XVI, 100 personas trabajan en la misma.
Posteriormente, agricultura y ganadería serían los principales sustentos pero al pertenecer las tierras a unas pocas personas hablamos de jornaleros. Por ello gran parte de la población se dedica al estraperlo al existir una vía natural de paso de esta zona a Soria, barranco de Canejada, que permite saltarse las aduanas de Cervera del Río Alhama y Agreda.

### Intentos de segregación
Desde principios del siglo XX busca la segregación de la localidad a la que pertenece.
- Año 1925. Proceso para la declaración de Rincón de Olivedo como Entidad Local Menor.
- Año 1931. Intento de segregación total. Fracasa el proceso.
- Año 1993. Reinicio del proceso de segregación.
- Año 2006. Desaparece el GIRO (Grupo Independiente de Rincón de Olivedo) y termina el proceso de segregación sin conseguir su objetivo.
- Año 2008. El Tribunal Supremo de España acepta a trámite la segregación de Rincón de Olivedo de Cervera del Río Alhama.[1]
- Año 2019. Aparece +RO

## Paleoicnología
En el año 1994, apareció un yacimiento de dinosaurio conocido con el nombre de Las Navillas En este yacimiento él 60% de las huellas aparecidas pertenecen a dinosaurios carnívoros lo que lleva a pensar en que es una zona en las que dichos animales pescaban. Como detalle curioso aparecen las primeras icnitas de terópodos con la uña del dedo 2 muy marcada
En 1990 se detecta el yacimiento de Valdebrajes cuyo valor es la presencia de las huellas de dinosaurio terópodo más pequeñas de la Rioja.
Dichos yacimientos datan del cretácico inferior

## Arte

### Edificios religiosos
- Iglesia de Santa Maria de la Antigua En dicha iglesia podemos encontrar una reliquia de la cruz de Cristo

- Ermita de San Pedro Mártir de Verona

## Demografía
A finales del siglo XIX había unos 70 habitantes. En la actualidad, y debido a la no evasión de sus gentes, mantiene prácticamente todas sus casas habitadas. Es el único núcleo urbano de La Rioja en el siglo XX, que basando su economía en el sector primario (agricultura y ganadería) y en la industria de alpargatas con (Grupo Aedo), ha conseguido no sólo mantener la población sino aumentarla.
Rincón de Olivedo contaba a 1 de enero de 2019 con una población de 563 habitantes.
| Gráfica de evolución demográfica de Rincón de Olivedo entre 2000 y 2010                          |
|                                                                                                  |
| Población de derecho (2000-2010) según los censos de población del INE a 1 de enero de cada año. |

Su ciudadano más ilustre es Alejo Díez Sesma.

## Fiestas
- San Pedro Mártir. Fiestas en honor a San Pedro de Verona. Se celebra el 29 de abril. Las dos fiestas, se celebran con encierros de vaquillas, charangas, degustaciones, orquestas y demás.
- San Pedro el Pequeño o de acción de gracias, que se celebran el 21 de septiembre.
- Virgen del Rosario, el primer domingo de octubre.  Dicha fiesta es celebrada por los cofrades de una de las Cofradías más antiguas de España (1607)
- Santa Bárbara, el 4 de diciembre.
- Cruz de Mayo 3 de mayo. Día en el que se bendicen los campos
- San Alberto Magno Primer patrón de Rincón de Olivedo. 15 de noviembre
- San Isidro 15 de mayo día en el que los agricultores y su cofradía bendicen los cultivos